# Amonherkhepshef (figlio di Ramses VI)
Amonherkhepshef (... – prima del 1136 a.C.) è stato un principe egizio della XX dinastia, figlio del faraone Ramses VI (1144 - 1136 a.C.) e della "Grande sposa reale" Nubkhesbed. Fu l'erede designato del padre, al quale però premorì, dal momento che il successore di Ramses VI fu il semi-sconosciuto principe Itamon, che regnò con il nome di Ramses VII.

## Sepoltura
Il principe Amonherkhepsef ebbe il privilegio di essere sepolto nella Valle dei Re, sulla riva occidentale del Nilo, di fronte a Tebe. La sua morte prematura sicuramente non gli diede il tempo di prepararsi una tomba adeguata, motivo per cui venne inumato nella tomba riutilizzata del cancelliere Bay (KV13), vissuto alla fine della XIX dinastia. Per l'occasione, la sepoltura ipogea fu nuovamente decorata con immagini del principe dei suoi congiunti. Anche il sarcofago in cui fu deposta la mummia di Amonherkhepshef era riciclato: originariamente vi erano stati deposti i resti della regina Tausert, ultima sovrana della XIX dinastia (prima sepolta nella vicina tomba KV14, poi traslata nella KV15); il nome di Tausert fu sostituito con quello del giovane principe. 